# Jarnac-Champagne
Jarnac-Champagne – miejscowość i gmina we Francji, w regionie Nowa Akwitania, w departamencie Charente-Maritime.
Według danych na rok 1990 gminę zamieszkiwały 713 osoby, a gęstość zaludnienia wynosiła 32 osób/km² (wśród 1467 gmin regionu Poitou-Charentes Jarnac-Champagne plasuje się na 425. miejscu pod względem liczby ludności, natomiast pod względem powierzchni na miejscu 322.).